# Sessinia stotherti
Sessinia stotherti is een keversoort uit de familie schijnboktorren (Oedemeridae). De wetenschappelijke naam van de soort is voor het eerst geldig gepubliceerd in 1915 door Blair.